# Campeões da Federação Paulista de Futebol
Abaixo estão listados todos os campeões dos torneios oficiais promovidos pela Federação Paulista de Futebol (FPF) na era profissional, a partir de sua fundação em 1941.
Em 1994, os níveis do futebol profissional paulista receberam a denominação de séries: (A-1), (A-2), (A-3) e (B). A quarta divisão (B) do futebol profissional a partir de 2005 recebeu a denominação de Segunda Divisão.
A partir de 2024, a quarta divisão estadual passa a integrar a Primeira Divisão do Estado recebendo a denominação de Série A-4 e uma nova divisão foi criada, chamada de Segunda Divisão, para ser disputada por atletas sub-23.

## Campeões
| Ano  | A-1               | A-2                               | A-3                                   | A-4                                    | Segunda Divisão     | Copa Paulista       | Copa São Paulo de Futebol Junior | Feminino                 |
| ---- | ----------------- | --------------------------------- | ------------------------------------- | -------------------------------------- | ------------------- | ------------------- | -------------------------------- | ------------------------ |
| 1941 | Corinthians       | –                                 | –                                     | –                                      | –                   | –                   | –                                | –                        |
| 1942 | Palmeiras         | –                                 | –                                     | –                                      | –                   | –                   | –                                | –                        |
| 1943 | São Paulo         | –                                 | –                                     | –                                      | –                   | –                   | –                                | –                        |
| 1944 | Palmeiras         | –                                 | –                                     | –                                      | –                   | –                   | –                                | –                        |
| 1945 | São Paulo         | –                                 | –                                     | –                                      | –                   | –                   | –                                | –                        |
| 1946 | São Paulo         | –                                 | –                                     | –                                      | –                   | –                   | –                                | –                        |
| 1947 | Palmeiras         | XV de Piracicaba                  | –                                     | –                                      | –                   | –                   | –                                | –                        |
| 1948 | São Paulo         | XV de Piracicaba                  | –                                     | –                                      | –                   | –                   | –                                | –                        |
| 1949 | São Paulo         | Guarani                           | –                                     | –                                      | –                   | –                   | –                                | –                        |
| 1950 | Palmeiras         | Radium (Mococa)                   | –                                     | –                                      | –                   | –                   | –                                | –                        |
| 1951 | Corinthians       | XV de Jaú                         | –                                     | –                                      | –                   | –                   | –                                | –                        |
| 1952 | Corinthians       | Linense                           | –                                     | –                                      | –                   | –                   | –                                | –                        |
| 1953 | São Paulo         | Noroeste                          | –                                     | –                                      | –                   | –                   | –                                | –                        |
| 1954 | Corinthians       | Taubaté                           | Atlético Ituano                       | –                                      | –                   | –                   | –                                | –                        |
| 1955 | Santos            | Ferroviária                       | Atlético Ituano                       | –                                      | –                   | –                   | –                                | –                        |
| 1956 | Santos            | Botafogo                          | Tanabi                                | –                                      | –                   | –                   | –                                | –                        |
| 1957 | São Paulo         | América                           | Expresso São Carlos                   | –                                      | –                   | –                   | –                                | –                        |
| 1958 | Santos            | Comercial                         | Nevense (Neves Paulista)              | –                                      | –                   | –                   | –                                | –                        |
| 1959 | Palmeiras         | Corinthians (Presidente Prudente) | Irmãos Romano (São Bernardo do Campo) | –                                      | –                   | –                   | –                                | –                        |
| 1960 | Santos            | Esportiva                         | Prudentina                            | AA Votuporanguense                     | –                   | –                   | –                                | –                        |
| 1961 | Santos            | Prudentina                        | Estrada (Sorocaba)                    | GREC (Mirassol)                        | –                   | –                   | –                                | –                        |
| 1962 | Santos            | São Bento                         | Santacruzense                         | Usina Santa Bárbara                    | –                   | –                   | –                                | –                        |
| 1963 | Palmeiras         | América                           | Rio Preto                             | Bandeirante                            | –                   | –                   | –                                | –                        |
| 1964 | Santos            | Portuguesa Santista               | Taquaritinga                          | São José                               | –                   | –                   | –                                | –                        |
| 1965 | Santos            | Bragantino                        | São José                              | Andradina                              | –                   | –                   | –                                | –                        |
| 1966 | Palmeiras         | Ferroviária                       | Inter de Limeira e Ituveravense       | Clube Atlético Ferroviário (Araçatuba) | –                   | –                   | –                                | –                        |
| 1967 | Santos            | XV de Piracicaba                  | União Barbarense                      | Minister (São Paulo)                   | –                   | –                   | –                                | –                        |
| 1968 | Santos            | Paulista                          | Vasco da Gama (Americana)             | Sãomanoelense                          | –                   | –                   | –                                | –                        |
| 1969 | Santos            | Ponte Preta                       | Garça                                 | Itapirense                             | –                   | –                   | Corinthians                      | –                        |
| 1970 | São Paulo         | Noroeste                          | Rio Branco (Ibitinga)                 | Não disputado                          | –                   | –                   | Corinthians                      | –                        |
| 1971 | São Paulo         | Marília                           | Sertãozinho                           | Não disputado                          | –                   | –                   | Fluminense                       | –                        |
| 1972 | Palmeiras         | São José                          | José Bonifácio                        | Não disputado                          | –                   | –                   | Nacional-SP                      | –                        |
| 1973 | Santos Portuguesa | Araçatuba                         | Independente                          | Não disputado                          | –                   | –                   | Fluminense                       | –                        |
| 1974 | Palmeiras         | GE Catanduvense                   | Guarani (Adamantina)                  | Não disputado                          | –                   | –                   | Internacional                    | –                        |
| 1975 | São Paulo         | Santo André                       | Disputado e não decidido              | Não disputado                          | –                   | –                   | Atlético Mineiro                 | –                        |
| 1976 | Palmeiras         | XV de Jaú                         | Guairense                             | Não disputado                          | –                   | –                   | Atlético Mineiro                 | –                        |
| 1977 | Corinthians       | Francana                          | Linense                               | Primavera                              | –                   | –                   | Fluminense                       | –                        |
| 1978 | Santos            | Inter de Limeira                  | Votuporanguense                       | Lemense                                | Cruzeiro (Cruzeiro) | –                   | Internacional                    | –                        |
| 1979 | Corinthians       | Taubaté                           | Palmeiras (São João da Boa Vista)     | Fernandópolis                          | Bragantino          | –                   | Marília                          | –                        |
| 1980 | São Paulo         | São José                          | Lemense                               | Não disputado                          | Não disputado       | –                   | Internacional                    | –                        |
| 1981 | São Paulo         | Santo André                       | Cruzeiro                              | Não disputado                          | Não disputado       | –                   | Ponte Preta                      | –                        |
| 1982 | Corinthians       | Taquaritinga                      | Barra Bonita                          | Não disputado                          | Não disputado       | –                   | Ponte Preta                      | –                        |
| 1983 | Corinthians       | XV de Piracicaba                  | Lençoense                             | Não disputado                          | Não disputado       | –                   | Atlético Mineiro                 | –                        |
| 1984 | Santos            | Noroeste                          | Capivariano                           | Não disputado                          | Não disputado       | –                   | Santos                           | Juventus                 |
| 1985 | São Paulo         | Mogi Mirim                        | Mauaense                              | Não disputado                          | Não disputado       | –                   | Juventus-SP                      | Juventus                 |
| 1986 | Inter de Limeira  | Bandeirante                       | Descalvadense                         | Não disputado                          | Não disputado       | –                   | Fluminense                       | Juventus                 |
| 1987 | São Paulo         | União São João                    | Palmital                              | Não disputado                          | Não disputado       | –                   | Não disputado                    | Juventus                 |
| 1988 | Corinthians       | Bragantino                        | Jacareí                               | Central Brasileira                     | Não disputado       | –                   | Nacional-SP                      | Não disputado            |
| 1989 | São Paulo         | Ituano                            | Sãocarlense                           | Jaboticabal                            | Não disputado       | –                   | Fluminense                       | Não disputado            |
| 1990 | Bragantino        | Olímpia                           | Jaboticabal                           | Corintians (Presidente Venceslau)      | Não disputado       | –                   | Flamengo                         | Não disputado            |
| 1991 | São Paulo         | Araçatuba                         | São Caetano                           | Não disputado                          | Não disputado       | –                   | Portuguesa                       | Não disputado            |
| 1992 | São Paulo         | Taquaritinga                      | Oeste                                 | Não disputado                          | Não disputado       | –                   | Vasco da Gama                    | Não disputado            |
| 1993 | Palmeiras         | Paraguaçuense                     | Jabaquara                             | Não disputado                          | Não disputado       | –                   | São Paulo                        | Não disputado            |
| 1994 | Palmeiras         | Araçatuba                         | Nacional                              | Fernandópolis                          | Orlândia            | –                   | Guarani                          | Não disputado            |
| 1995 | Corinthians       | Mogi Mirim                        | Noroeste                              | Matonense                              | São Joaquim         | –                   | Corinthians                      | Não disputado            |
| 1996 | Palmeiras         | Inter de Limeira                  | Matonense                             | Jaboticabal                            | Valinhos            | –                   | América Mineiro                  | Não disputado            |
| 1997 | Corinthians       | Matonense                         | Mirassol                              | Taquaritinga                           | Oeste               | –                   | Lousano Paulista                 | São Paulo                |
| 1998 | São Paulo         | União Barbarense                  | São Caetano                           | Oeste                                  | Guapira             | –                   | Internacional                    | Portuguesa               |
| 1999 | Corinthians       | América                           | Rio Preto                             | Independente                           | Flamengo-SP         | Etti Jundiaí        | Corinthians                      | São Paulo                |
| 2000 | São Paulo         | Botafogo                          | Olímpia e Nacional                    | Flamengo-SP                            | ECO                 | Não disputado       | São Paulo                        | Portuguesa               |
| 2001 | Corinthians       | Etti Jundiaí                      | São Bento                             | ECO (Osasco)                           | Primavera           | Bandeirante         | Roma Barueri                     | Palmeiras                |
| 2002 | Ituano            | Marília                           | Oeste                                 | Rio Claro                              | ECUS                | São Bento e Ituano  | Portuguesa                       | Portuguesa / Ferroviária |
| 2003 | Corinthians       | Oeste                             | Taubaté                               | Mauaense                               | Jalesense           | Santo André         | Santo André                      | Não disputado            |
| 2004 | São Caetano       | Inter de Limeira                  | Sertãozinho                           | Monte Azul                             | Taboão da Serra     | Santos              | Corinthians                      | Ferroviária              |
| 2005 | São Paulo         | Juventus                          | Barueri                               | São Carlos                             | Não disputado       | Noroeste            | Corinthians                      | Ferroviária              |
| 2006 | Santos            | Barueri                           | Botafogo                              | União Mogi                             | Não disputado       | Ferroviária         | América-SP                       | Botucatu                 |
| 2007 | Santos            | Portuguesa                        | Olímpia                               | Oeste Paulista (Presidente Prudente)   | Não disputado       | Juventus            | Cruzeiro                         | Santos                   |
| 2008 | Palmeiras         | Santo André                       | Flamengo-SP                           | Pão de Açúcar                          | Não disputado       | Atlético Sorocaba   | Figueirense                      | Botucatu                 |
| 2009 | Corinthians       | Monte Azul                        | Votoraty                              | Red Bull Brasil                        | Não disputado       | Votoraty            | Corinthians                      | Botucatu                 |
| 2010 | Santos            | Linense                           | Red Bull                              | Taboão da Serra                        | Não disputado       | Paulista            | São Paulo                        | Santos                   |
| 2011 | Santos            | XV de Piracicaba                  | Penapolense                           | Independente                           | Não disputado       | Paulista            | Flamengo                         | Santos                   |
| 2012 | Santos            | São Bernardo                      | Rio Branco                            | CA Votuporanguense                     | Não disputado       | Noroeste            | Corinthians                      | São José                 |
| 2013 | Corinthians       | Portuguesa                        | São Bento                             | Matonense                              | Não disputado       | São Bernardo        | Santos                           | Ferroviária              |
| 2014 | Ituano            | Capivariano                       | Novorizontino                         | Nacional                               | Não disputado       | Santo André         | Santos                           | São José                 |
| 2015 | Santos            | Ferroviária                       | Taubaté                               | São Carlos                             | Não disputado       | Linense             | Corinthians                      | São José                 |
| 2016 | Santos            | Santo André                       | Sertãozinho                           | Portuguesa Santista                    | Não disputado       | XV de Piracicaba    | Flamengo                         | Rio Preto                |
| 2017 | Corinthians       | São Caetano                       | Nacional                              | Manthiqueira                           | Não disputado       | Ferroviária         | Corinthians                      | Rio Preto                |
| 2018 | Corinthians       | Guarani                           | Atibaia                               | Primavera                              | Não disputado       | Votuporanguense     | Flamengo                         | Santos                   |
| 2019 | Corinthians       | Santo André                       | Grêmio Osasco Audax                   | Paulista                               | Não disputado       | São Caetano         | São Paulo                        | Corinthians              |
| 2020 | Palmeiras         | São Caetano                       | Velo Clube                            | São José-SP                            | Não disputado       | Portuguesa          | Internacional                    | Corinthians              |
| 2021 | São Paulo         | São Bernardo                      | Linense                               | União Suzano                           | Não disputado       | São Bernardo        | Não disputado                    | Corinthians              |
| 2022 | Palmeiras         | Portuguesa                        | Noroeste                              | Grêmio Prudente                        | Não disputado       | XV de Piracicaba    | Palmeiras                        | Palmeiras                |
| 2023 | Palmeiras         | Ponte Preta                       | Capivariano                           | União São João                         | Não disputado       | Portuguesa Santista | Palmeiras                        | Corinthians              |
| 2024 | Palmeiras         | Velo Clube                        | Votuporanguense                       | Rio Branco-SP                          | Paulista            | Monte Azul          | Corinthians                      | Palmeiras                |